# Presbyter
Presbyter er en betegnelse fra græsk pres'byteros, som bruges om de ældste, især jødernes ældste medlemmer af synedriet, jf. menighedsforstander i oldkirken.